# Robert Altman
Robert Altman   (Kansas City, 20 de febrer de 1925 - Los Angeles, 20 de novembre de 2006) fou un director de cinema estatunidenc.

## Biografia
Educat amb els jesuïtes, abandona els seus estudis universitaris de matemàtiques per pilotar un bombarder a Borneo a les acaballes de la Segona Guerra Mundial. Torna a Califòrnia per treballar en el cinema, però només aconsegueix vendre algunes històries a la RKO. Durant uns anys sobreviu a Kansas produint, escrivint i dirigint documentals publicitaris que li permeten fer els seus primers llargmetratges, The delinquents (1957) i The James Dean Story (1957), que passen inadvertits. Mentre dirigeix episodis de televisió, el 1963 funda la productora Lion's Gate Films, però un rere l'altre els seus projectes de pel·lícules s'enfonsen i ha de continuar fent telefilms.
Després de diversos fracassos com a director de cinema i de dedicar-se a la direcció de sèries televisives com Bonanza o Alfred Hitchcock presenta, als quaranta i tants anys, quan creu que mai aconseguirà sortir de la televisió, dirigeix dues petites produccions, Countdown (1967) i That Cold Day in the Park (1969), que li permeten embarcar-se en MASH (1970), una sàtira de la guerra de Corea que té com a rerefons la del Vietnam, que amb el seu èxit revoluciona la seva vida. Amb aquest film assoleix la Palma d'Or al Festival Internacional de Cinema de Canes i finalment pot produir les seves pròpies pel·lícules, fer-les sobre històries al seu gust, i rodar amb un estil propi que sorgeix d'una càmera en continu moviment.
A partir d'aquí desenvoluparà una carrera que, encara que amb alts i baixos, el converteix en un dels directors estatunidencs més originals de la segona meitat del segle xx. La seva ocupació del moviment continu de les càmeres i el cinema coral són referents i han creat escola. Així neixen la comèdia Brewster McClud (1970), el western destructor McCabe i la senyora Miller (1971), els policíacs Images (1972), que roda a Anglaterra, El llarg adéu (1973), sobre la famosa novel·la de Raymond Chandler i Lladres com nosaltres (1974), sobre la novel·la d'Edward Anderson, la comèdia California Split (1974), i el personal i drama vampíric Three Women (1977).
La desmitificació dels gèneres tradicionals, la depuració del seu estil personal i la creació
del seu eficaç i entusiasta equip fix de col·laboradors el porten a la seva millor, més brillant i personal etapa. El musical Nashville (1975), el western teatral basat en una obra d'Arthur Kopitar Buffalo Bill and the Indians (1976), la comèdia A Wedding (1978) i la història de ciència-ficció Quintet (1978) estan basades en les relacions d'un ampli grup de persones unides per una mateixa situació.
En el moment en què produeix les primeres pel·lícules dels seus col·laboradors Robert Benton i Alan Rudolph, pateix uns quants fracassos i enfrontaments amb distribuïdors que, units als desastres de les comèdies A Perfect Couple (1979) i Health (1980) i el musical Popeye (1980), el porten a liquidar la seva productora i oblidar els seus projectes i la seva personal manera de concebre el cinema.
Els seus films de la dècada de 1980 està compost per adaptacions d'obres teatrals amb baixos pressupostos, rodatges ràpids i actors poc coneguts, com Streamers (1983), sobre una obra de David Rabe al voltant de la guerra del Vietnam, Boig d'amor (1985), basada en una obra de l'actor Sam Shepard, Teràpia inútil (1986), sobre una obra de Christopher Durang, treballs per a la televisió per cable, com The Room (1987) i The Dumd Waiter (1987), sobre obres de Harold Pinter, o sèries per a televisió, com Tanner 88 (1988), realitzades amb criteris personals.
Els seus treballs de principis dels anys 1990, Vincent and Theo (1990), biografia del famós pintor impressionista Vincent van Gogh, i El joc de Hollywood (1991), són bastant més ambiciosos i tornen a situar en primera línia. La seva carrera va gaudir d'un segon aire després de El joc de Hollywood, una sàtira sobre Hollywood i els seus excessos, que va ser nominat als temps de tres Oscars, incloent-hi la categoria de millor Director. També va guanyar el BAFTA a la millor direcció i el premi a la millor direcció al Festival de Cannes, premis que van permetre a la indústria de Hollywood -que l'havia deixat de banda durant gairebé una dècada- per adonar-se que era més creatiu que mai.
Un cop retrobat l'èxit, va filmar Vides encreuades (1993), ambiciosa adaptació de diverses novel·les de Raymond Carver que descriuen la vida de diferents residents de Los Angeles durant diversos dies. La profusió de personatges i la interrelació de les diferents històries recorden els seus anys daurats dels 70 i Altman va guanyar un Lleó d'Or a Venècia i una nominació a l'Oscar al millor Director. Se l'ha considerat la seva millor pel·lícula. Varen seguir Conflicte d'interessos (1998) que va rebre bones crítiques però fou un èxit de taquilla, i Cookie's Fortune (1999), que també va ser ben rebuda pels crítics. El 2001, Gosford Park va ser per a molts crítics entre les deu millors pel·lícules de l'any.
La seva col·laboració amb els estudis independents, com Fine Line, Artisan (ara Lions Gate, una empresa de la que Altman va ser cofundador) i USA Films (ara Focus Features), li va donar els mitjans per fer pel·lícules que sempre havia volgut fer fora de la pressió dels estudis de Hollywood. Una versió cinematogràfica de la sèrie de ràdio de Garrison Keillor A Prairie Home Companion es va estrenar el juny del 2006. Altman va seguir treballant en nous projectes fins a la seva mort.
Després de cinc nominacions al millor director sense cap recompensa, l'Acadèmia de Hollywood li va concedir un Oscar honorífic per la seva destacada trajectòria el 2006. En el seu discurs després de rebre l'estatueta, Altman va revelar que havia rebut un trasplantament de cor feia uns deu anys. Va fer broma assenyalant que l'Acadèmia probablement s'havia precipitat en donar-li el premi, ja que se sentia encara amb forces de viure quaranta anys més. Altman va morir la nit del 20 de novembre del 2006 als 81 anys en un hospital de Los Angeles. La causa de la seva mort es va deure a complicacions producte d'un càncer que patia.

## Estil i tècnica de direcció
L'estil cinematogràfic particular d'Altman abastava molts gèneres —anomenats altmanescos — però generalment amb un toc subversiu o anti-Hollywood que normalment es basava en la sàtira i l'humor per expressar les seves opinions personals. Els actors gaudien especialment treballant sota la seva direcció perquè els animava a improvisar. Preferia grans repartiments per a les seves pel·lícules i va desenvolupar una tècnica d'enregistrament multipista que produïa diàlegs superposats de múltiples actors. Això va produir una experiència més natural, més dinàmica i més complexa per a l'espectador. També va utilitzar una càmera molt mòbil i objectius de zoom per millorar l'activitat que tenia lloc a la pantalla. La crítica Pauline Kael, escrivint sobre el seu estil de direcció, va dir que Altman podia fer focs artificials cinematogràfics gairebé del no-res.

### Maverick i autor
Després de la seva reeixida carrera a la televisió, Altman va començar la seva nova carrera a la indústria cinematogràfica quan era de mitjana edat. Va entendre els límits creatius imposats pel mitjà televisiu i es va proposar dirigir i escriure pel·lícules que expressessin les seves visions personals sobre la societat americana i Hollywood. Les seves pel·lícules serien descrites més tard com a atacs autorístics i variacions idiosincràtiques de les pel·lícules tradicionals, que normalment utilitzaven la comèdia subtil o la sàtira com a forma d'expressar les seves observacions.
Les seves pel·lícules estaven relacionades típicament amb temes polítics, ideològics i personals, i Altman era conegut per rebutjar comprometre la seva pròpia visió artística. Ha estat descrit com, sovint ignorant les pressions socials que afectaven altres membres de la indústria, cosa que li va dificultar que es veiessin moltes de les seves pel·lícules. Va dir que la seva independència com a cineasta el va ajudar en general:
| « | No crec que hi hagi cap cineasta viu, o que hagi viscut mai, que hagi tingut una millor recuperació que la que he tingut jo. Mai he estat sense un projecte i sempre ha estat un projecte que he triat jo mateixa. Així que no sé quant millor podria ser. No m'he convertit en un magnat, no construeixo castells i no tinc una gran fortuna personal, però he pogut fer el que he volgut fer i ho he fet molt. | » |

«Altman va ser un autèntic inconformista del cinema», afirma l'autor Ian Freer, perquè va anar en contra del conformisme comercial de la indústria cinematogràfica: «Va ser el flagell de l'establishment cinematogràfic, i la seva obra generalment llançava una mirada astuta i mordaç sobre l'amplitud de la cultura americana, sovint fent explotar gèneres i arquetips de personatges; Altman estava fascinat per la gent amb imperfeccions, la gent tal com és realment, no com les pel·lícules et volen fer creure». El director Alan Rudolph, durant un homenatge especial a Altman, es refereix al seu estil cinematogràfic com a «altmanès».
Amb el seu estil independent de direcció, es va guanyar una mala reputació entre els guionistes i els que treballaven en el costat empresarial de les pel·lícules. Admet: «Tinc mala reputació amb els escriptors, desenvolupada al llarg dels anys: 'Oh, ell no fa el que escrius, bla, bla, bla'... Ring Lardner estava molt enfadat amb mi», per no seguir el seu guió. Altman tampoc es portava bé amb els caps d'estudi, i una vegada va donar un cop de puny al nas a un executiu i el va llançar a una piscina perquè va insistir que tallés sis minuts d'una pel·lícula en què estava treballant.
La seva reputació entre els actors era millor. Amb ells, la seva independència de vegades s'estenia a la seva elecció d'actors, sovint anant en contra del consens. Cher, per exemple, li atribueix el mèrit d'haver llançat la seva carrera tant amb l'obra de teatre com amb la pel·lícula Come Back to the Five and Dime, Jimmy Dean, Jimmy Dean (1982). «Sense en Bob no hauria tingut mai una carrera cinematogràfica. Tothom li deia que no em contractés. Tothom... Ningú em donaria un respir. Estic convençuda que en Bob va ser l'únic que va ser prou valent per fer-ho». Altres, com Julianne Moore, descriuen haver treballat amb ell:
| « | Saps, tota aquesta xerrameca sobre que en Bob és una persona irascible i difícil? Bé, mai va ser així amb un actor o amb una persona creativa que jo veiés. Mai, mai, mai. Ho guardava tot per a la gent dels diners. | » |

El director Robert Dornhelm va dir que Altman veia el cinema com un lloc pur i artístic. Amb Vides encreuades (1993), per exemple, el distribuïdor li va suplicar que retallés uns minuts de la durada, per mantenir-la comercialment viable: Bob només pensava que l'anticrist intentava destruir el seu art. Eren persones benintencionades que volien que rebés el que es mereixia, cosa que va ser un gran èxit comercial. Però quan es tractava de l'art o dels diners, ell estava amb l'art.
Sally Kellerman, observant l'actitud obstinada d'Altman, va recordar amb pesar haver renunciat a l'oportunitat d'actuar en una de les seves pel·lícules:
cita|
| « | Tot just havia acabat de rodar Last of the Red Hot Lovers quan en Bob em va trucar un dia a casa. «Sally, vols sortir a la meva pel·lícula després de Next?», em va preguntar. «Només si és un bon paper», vaig dir. Em va penjar. En Bob era tan tossut i arrogant com jo en aquell moment, però el trist és que em vaig enganyar a mi mateixa per no poder treballar amb algú que estimava tant, algú que feia que la interpretació fos divertida i fàcil i que confiava en els seus actors. En Bob estimava els actors. Les estrelles feien cua per treballar a canvi de res per en Bob Altman. | » |

### Temes
A diferència dels directors, l'obra dels quals s'emmarca en uns quants gèneres cinematogràfics, com ara westerns, musicals, pel·lícules de guerra o comèdies, l'obra d'Altman ha estat definida com a més antigènere per uns quants crítics. Això es deu en part a la naturalesa satírica i còmica de moltes de les seves pel·lícules. Geraldine Chaplin, filla de Charlie Chaplin, va comparar l'humor de les seves pel·lícules amb les pel·lícules del seu pare:
| « | Són divertits en el sentit correcte. Divertits d'una manera crítica: del que és el món i del món en què vivim. Tots dos eren genis a la seva manera. Alteren la teva experiència de la realitat. Tenen el seu món i el seu humor. Aquest humor és tan rar. | » |

Altman va deixar clar que no li agradava la narració d'històries a les seves pel·lícules, al contrari de la manera com es fan la majoria de pel·lícules de televisió i convencionals. Segons el biògraf d'Altman, Mitchell Zuckoff, «no li agradava la paraula 'història', ja que creia que una trama havia de ser secundària a una exploració del comportament humà pur (o, encara millor, impur)». Zuckoff descriu els propòsits subjacents a moltes de les pel·lícules d'Altman: Li encantava la naturalesa caòtica de la vida real, amb perspectives contradictòries, girs sorprenents, accions inexplicables i finals ambigus. Li agradaven especialment les moltes veus, de vegades discutint, de vegades coincidint, idealment superposant-se, un còctel o una escena de carrer capturada tal com la va viure. Julianne Moore, després de veure algunes de les seves pel·lícules, atribueix a l'estil de direcció d'Altman la seva decisió de fer-se actriu de cinema, en lloc d'actriu de teatre:
| « | Ho vaig sentir molt fortament. I vaig pensar: "No sé qui és aquest noi, però això és el que vull fer. Vull fer aquest tipus de feina". A partir de llavors vaig veure les seves pel·lícules sempre que podia, i sempre va ser el meu director preferit, pel que deia temàticament i emocionalment i com sentia per la gent. | » |

L'autor de cinema Charles Derry escriu que les pel·lícules d'Altman «contenen característicament observacions perspicaces, intercanvis reveladors i moments de revelació cristal·lina de la follia humana». Com que Altman era un observador astut de la societat i especialment interessat en la gent, assenyala Derry, molts dels seus personatges cinematogràfics tenien aquella imperfecció descuidada associada amb els éssers humans tal com són, amb la vida tal com es viu. Com a resultat, les seves pel·lícules sovint són una crítica indirecta de la societat americana.
En moltes de les pel·lícules d'Altman, el contingut satíric és evident: M*A*S*H (1970), per exemple, és una comèdia negra satírica ambientada durant la Guerra de Corea; McCabe & Mrs. Miller (1971) és una sàtira sobre els westerns; l'autor Matthew Kennedy afirma que Nashville (1975) és una sàtira brillant dels Estats Units immediatament abans del Bicentenari; Un dia de boda (1978) és una sàtira sobre els rituals matrimonials i la hipocresia americans; el mateix Altman va dir que El joc de Hollywood (1992) era una sàtira molt suau sobre la indústria cinematogràfica de Hollywood, i Vincent Canby hi va estar d'acord, afirmant que «com a sàtira, The Player fa pessigolles. No fa sang». La sàtira de les seves pel·lícules de vegades els portava al fracàs de taquilla si la seva naturalesa satírica no era entesa pel distribuïdor. Altman atribueix el fracàs de taquilla de El llarg adéu (1973), una història de detectius, a la comercialització errònia de la pel·lícula com a thriller:
| « | Quan es va estrenar la pel·lícula, va ser un gran fracàs... Vaig anar a veure en David Picker i li vaig dir: "No pots fer això. No m'estranya que la maleïda pel·lícula estigui fallant. Està donant una impressió equivocada. Ho fas semblar un thriller i no ho és, és una sàtira. | » |

De la mateixa manera, Altman també culpa del fracàs d'OC & Stiggs al fet que es comercialitzés com una típica pel·lícula adolescent, en lloc del que va filmar ell mateix, una sàtira d'una pel·lícula adolescent, va dir.

### Diàleg d'improvisació
Altman preferia les històries que expressaven les interrelacions entre uns quants personatges, estant més interessat en la motivació dels personatges que en les trames complexes. Per tant, tendia a esbossar només una trama bàsica per a la pel·lícula, referint-se al guió com un pla per a l'acció. En animar els seus actors a improvisar diàlegs, Altman va ser conegut com a director d'actors, una reputació que va atreure molts actors notables a treballar com a part dels seus grans repartiments. Els intèrprets gaudeixen treballant amb Altman en part perquè els proporciona la llibertat de desenvolupar els seus personatges i sovint alterar el guió mitjançant la improvisació i la col·laboració, assenyala Derry. Richard Baskin diu que «Bob era força extraordinari en la seva manera de deixar que la gent fes el que feia. Confiava que tu feies el que feies i, per tant, mataries per ell».
Geraldine Chaplin, que va actuar a Nashville, recorda una de les seves primeres sessions d'assaig:
| « | Va dir: Heu portat els vostres guions? Vam dir que sí. Ell va dir: Doncs, llenceu-los. No els necessiteu. Heu de saber qui sou, on sou i amb qui esteu.... Era com estar a l'escenari amb una sala plena a cada segon. Tots els números de circ que tenies dins del cos els feies només per a ell. | » |

Altman deixava regularment que els seus actors desenvolupessin un personatge mitjançant la improvisació durant els assajos o, de vegades, durant el rodatge. Aquesta improvisació era poc freqüent en el cinema a causa de l'alt cost de la producció, que requereix una planificació acurada, guions precisos i assajos abans que s'exhibís una pel·lícula costosa. No obstant això, Altman va preferir utilitzar la improvisació com a eina per ajudar els seus actors a desenvolupar el seu personatge. Altman va dir que «un cop comencem a rodar és una cosa molt fixa. La improvisació s'entén malament. No deixem la gent solta». Tot i que va intentar evitar dictar cada moviment d'un actor, preferint deixar-lo tenir el control:
| « | Quan faig el repartiment d'una pel·lícula, la major part de la meva feina creativa ja està feta. He d'estar-hi per encendre l'interruptor i animar-los com una figura paterna, però ells fan tota la feina... Tot el que intento fer és facilitar-li les coses a l'actor, perquè un cop comences a rodar, l'actor és l'artista... He de donar-los confiança i veure que tenen una certa protecció perquè puguin ser creatius... Els deixo fer allò per al qual es van convertir en actors en primer lloc: crear. | » |

Carol Burnett recorda que Altman va admetre que moltes de les idees de les seves pel·lícules provenien dels actors. «Mai sents un director dir això. Va ser realment una cosa sorprenent», va dir. Altres, com ara Jennifer Jason Leigh, es van impulsar creativament:
| « | T'inspirava per pura necessitat a inventar-te coses que no sabies que eres capaç de fer, que no sabies que tenies dins teu. Era tan genuïnament entremaliat i tan divertit. | » |

Li agradava treballar amb molts dels mateixos intèrprets, com ara Shelley Duvall i Bert Remsen (7 pel·lícules cadascun); Paul Dooley (6 pel·lícules); Michael Murphy (5 pel·lícules); Jeff Goldblum, Lily Tomlin, Lyle Lovett, Henry Gibson, David Arkin i John Schuck (4 pel·lícules cadascun); Tim Robbins, Carol Burnett, Belita Moreno, Richard E. Grant, Geraldine Chaplin, Craig Richard Nelson, Sally Kellerman i Keith Carradine (3 pel·lícules cadascun). Krin Gabbard afegeix que Altman gaudia utilitzant actors que prosperen com a improvisadors, com ara Elliott Gould, que va protagonitzar tres de les seves pel·lícules, M*A*S*H, The Long Goodbye i California Split. Gould recorda que quan va filmar M*A*S*H, el seu primer treball d'actor amb Altman, ell i el seu coprotagonista Donald Sutherland no van pensar que Altman sabés el que estava fent. Va escriure anys més tard: Crec que, vist en retrospectiva, Donald i jo érem dos actors elitistes i arrogants que realment no entenien el geni d'Altman. Altres membres del repartiment van apreciar immediatament l'estil de direcció d'Altman. René Auberjonois ho explica:
| « | Pensàvem que així eren les pel·lícules. Que eren una experiència tan alegre. Si tenies qualsevol mena de carrera, ràpidament veies que la majoria de directors no confien gaire en els actors, no volen veure actors actuant. Aquesta era la diferència amb Bob Altman. Li encantaven els actors i volia veure actuar. | » |

A diferència de la televisió i les pel·lícules tradicionals, Altman també evitava la narrativa convencional i optava per mostrar la confusió intensa de la vida real, observa Albert Lindauer. Entre les diverses tècniques per aconseguir aquest efecte, les seves pel·lícules sovint inclouen una profusió de sons i imatges, amb grans repartiments o personatges bojos, múltiples trames o cap trama,... i una confiança en la improvisació. Uns mesos abans de morir, Altman va intentar resumir els motius del seu estil cinematogràfic:
| « | Equiparo aquesta obra més amb la pintura que amb el teatre o la literatura. Les històries no m'interessen. Bàsicament, m'interessa més el comportament. No dirigeixo, observo. He d'emocionar-me si espero que el públic també ho faci. Perquè el que realment vull veure d'un actor és una cosa que no he vist mai abans, així que no els puc dir què és. Intento animar els actors a no fer torns. A tractar la conversa com a conversa. Vull dir, crec que en això consisteix la feina. Es tracta de crear una zona de confort perquè un actor pugui anar més enllà del que pensava que podia fer. | » |

## Filmografia
Les seves pel·lícules més destacades són:
- The Delinquents, The James Dean Story, 1957
- Countdown, 1967
- That Cold Day in the Park, 1969
- MASH, Brewster McCloud, 1970
- McCabe i la senyora Miller, 1971
- Images, 1972
- El llarg adéu, 1973
- Thieves like us, California Split, 1974
- Nashville, 1975
- Buffalo Bill and the Indians, 1976
- Three women, 1977
- A Wedding, 1978
- A perfect couple, Health, Quintet, 1979
- Popeye, 1980
- Come bach to the Five and Dime, Jimmy Dean, Jimmy Dean, 1982
- Streamers, 1983
- Secret Honor, 1984
- Boig d'amor (Fool for Love), 1985
- Teràpia inútil, O.C and the Stiggs, 1987
- Vincent i Theo, 1990
- El joc de Hollywood, 1992
- Vides encreuades, 1993
- Prêt-à-Porter, 1994
- Kansas City, 1996
- Conflicte d'interessos (The Gingerbread Man) (1998)
- Cookie's Fortune, 1999
- El doctor T i les dones (Dr. T & The Women), 2000
- Gosford Park, 2001
- La companyia, 2004
- A prairie home companion, 2006

| Decenni             | 1910 | 1920 | 1930 | 1940 | 1950 | 1960 | 1970 | 1980 | 1990 | 2000 | Total |
| ------------------- | ---- | ---- | ---- | ---- | ---- | ---- | ---- | ---- | ---- | ---- | ----- |
| Núm. de pel·lícules |      |      |      |      | 1    | 2    | 10   | 6    | 6    | 4    | 29    |
| Puntuació > 7       |      |      |      |      |      |      | 6    |      | 2    |      | 8     |